# Velodromo Luis Puig
Il velodromo Luis Puig (in spagnolo Palacio Velódromo Luis Puig, in valenciano Palau Velòdrom Lluís Puig) è un velodromo coperto situato nel quartiere Benimàmet, accanto alla Feria de Muestras, a nord di Valencia in Spagna. È intitolato a Luis Puig, che è stato presidente dell'UCI dal 1981 alla morte nel 1990.

## Storia
La sala eventi è stata costruita per ospitare i campionati del mondo di ciclismo su pista nell'agosto 1992. Nel 1998 ha ospitato i campionati ueropei di atletica leggera, due anni dopo i campionati europei di nuoto in vasca corta e nel 2008 si sono disputati i campionati mondiali di atletica leggera indoor. 
Il 19 aprile 2024, l'Associazione europea di atletica leggera (EAA) ha scelto Valencia per ospitare i campionati europei di atletica leggera indoor del 2027.

## Caratteristiche
Il complesso dispone di una pista di cemento dipinto lunga 250 metri, per le gare di ciclismo su pista, una pista di atletica leggera lunga 200 metri, una sala pesi ed una sala fitness.